# Qualificazioni al campionato mondiale di football americano 2011
Risultati delle qualificazioni ai Mondiali di football americano Austria 2011.

## EFAF
32 membri IFAF:
- 6 partecipanti (di queste l'Austria è qualificata direttamente quale organizzatore della fase finale)
- si qualificano 3 squadre.

Vanno alla fase finale le prime tre classificate all'Europeo A 2010:
- Germania
- Francia
- Austria

## AFAF
5 membri IFAF:
- 2 partecipanti
- si qualifica 1 squadra.

| Kawasaki 26 febbraio 2011, ore 13:00 | Giappone   | 76 – 0 (28-0 17-0 21-0 10-0) referto | Corea del Sud | Kawasaki Stadium (3800 spett.) |
| Furutani 5':00" Q1 ( TD ) 3yd run Aoki Q1 ( pat ) Miyake 8':24" Q1 ( TD ) 45yd punt return Aoki Q1 ( pat ) Maeda 9':41" Q1 ( TD ) 11yd pass from Sugawara Aoki Q1 ( pat ) Maruta 12':28" Q1 ( TD ) 1yd run Aoki Q1 ( pat ) Aoki 3':21" Q2 ( FG ) Hagiyama 11':28" Q2 ( TD ) 10yd pass from Takata Aoki Q2 ( pat ) Hasegawa 13':14" Q2 ( TD ) 45yd pass from Tōno Aoki Q2 ( pat ) Hasegawa 7':39" Q3 ( TD ) 15yd pass from Tōno Aoki Q3 ( pat ) Furutani 10':35" Q3 ( TD ) 43yd run Aoki Q3 ( pat ) Shimizu 11':40" Q3 ( TD ) 5yd pass from Takata Aoki Q3 ( pat ) Maruta 4':25" Q4 ( TD ) 1yd run Aoki Q4 ( pat ) Aoki 7':19" Q4 ( FG ) Marcatori Mori Allenatori Fukuda |            |                                      |               |                                |
| |            |                                      |               |                                |
| Furutani 5':00" Q1 (TD) 3yd run Aoki Q1 (pat) Miyake 8':24" Q1 (TD) 45yd punt return Aoki Q1 (pat) Maeda 9':41" Q1 (TD) 11yd pass from Sugawara Aoki Q1 (pat) Maruta 12':28" Q1 (TD) 1yd run Aoki Q1 (pat) Aoki 3':21" Q2 (FG) Hagiyama 11':28" Q2 (TD) 10yd pass from Takata Aoki Q2 (pat) Hasegawa 13':14" Q2 (TD) 45yd pass from Tōno Aoki Q2 (pat) Hasegawa 7':39" Q3 (TD) 15yd pass from Tōno Aoki Q3 (pat) Furutani 10':35" Q3 (TD) 43yd run Aoki Q3 (pat) Shimizu 11':40" Q3 (TD) 5yd pass from Takata Aoki Q3 (pat) Maruta 4':25" Q4 (TD) 1yd run Aoki Q4 (pat) Aoki 7':19" Q4 (FG)                                                                              | Marcatori  |                                      |               |                                |
| Mori | Allenatori | Fukuda                               |               |                                |

La partita è stata denominata "Primo campionato asiatico di football americano"

Va alla fase finale:
- Giappone

## PAFAF
16 membri IFAF:
- 3 partecipanti (di queste gli Stati Uniti sono qualificati direttamente quale campione del mondo in carica)
- si qualificano 3 squadre.

Canada e Messico sono state qualificate per invito.
Vanno alla fase finale:
- Stati Uniti
- Canada
- Messico

## OFAF
3 membri IFAF:
- 2 partecipanti
- si qualifica 1 squadra.

| | Australia  | – | Nuova Zelanda |  |
| R. Zoller 5':41" Q1 ( TD ) 10yd pass from D. Zimmermann J. Hilgenfeldt Q1 ( pat ) J. Hilgenfeldt 8':21" Q1 ( FG ) J. Hilgenfeldt 14':55" Q2 ( FG ) D. Hanselmann 12':40" Q3 ( TD ) 20yd pass from J. Ullrich J. Hilgenfeldt Q3 ( pat ) Team 7':41" Q4 ( saf ) Marcatori A. Ponce de Leon 3':07" Q2 ( TD ) 18yd run A. Kliman 9':54" Q3 ( TD ) 47yd pass from C. Gross P. Kramberger Q3 ( pat ) J. Dieplinger 12':23" Q4 ( TD ) 37yd pass from C. Gross P. Kramberger Q4 ( pat ) Brad Arbon Allenatori Rick Rhoades |            | |               |  |
| |            | |               |  |
| R. Zoller 5':41" Q1 (TD) 10yd pass from D. Zimmermann J. Hilgenfeldt Q1 (pat) J. Hilgenfeldt 8':21" Q1 (FG) J. Hilgenfeldt 14':55" Q2 (FG) D. Hanselmann 12':40" Q3 (TD) 20yd pass from J. Ullrich J. Hilgenfeldt Q3 (pat) Team 7':41" Q4 (saf) | Marcatori  | A. Ponce de Leon 3':07" Q2 (TD) 18yd run A. Kliman 9':54" Q3 (TD) 47yd pass from C. Gross P. Kramberger Q3 (pat) J. Dieplinger 12':23" Q4 (TD) 37yd pass from C. Gross P. Kramberger Q4 (pat) |               |  |
| Brad Arbon | Allenatori | Rick Rhoades |               |  |

Va alla fase finale:
- Australia